# جوزپه آکوارو
جوزپه آکوارو (انگلیسی: Giuseppe Aquaro؛ زادهٔ ۲۱ مهٔ ۱۹۸۳) بازیکن فوتبال اهل سوئیس است.
از باشگاه‌هایی که در آن بازی کرده‌است می‌توان به باشگاه فوتبال کارلسروهه، باشگاه فوتبال کیه‌وو ورونا، باشگاه فوتبال فوجا، باشگاه فوتبال پانتولیکوس، ساوا (آپولیا)، باشگاه فوتبال فادوتس، باشگاه فوتبال شنژن، و باشگاه فوتبال زسکا صوفیه اشاره کرد.